# Ro15-4513
Il Ro15-4513 è uno psicofarmaco appartenente alla categoria delle imidazobenzodiazepine è un debole agonista parziale inverso, sviluppato da Hoffmann-La Roche negli anni 80'.  Agisce come agonista inverso (che agisce in modo analogo come antagonista competitivo), e può quindi essere un antidoto alla compromissione acuta causata da alcol, tra cui etanolo, isopropanolo, alcool terz-butilico, alcool tert-amilico, 3-metil-3-pentanolo, metilpentinolo ed etclorvinolo.
Ro15-4513 è strutturalmente correlato al flumazenil.

## Usi medici

### Sviluppo originale come antidoto all'alcol
Lo scopo iniziale del Ro15-4513 era come antidoto all'alcol. Il flumazenil blocca efficacemente gli effetti degli agonisti delle benzodiazepine come alprazolam e diazepam e quindi viene utilizzato per il trattamento di overdose di questi farmaci ma è inefficace nel bloccare l'azione dell'alcol. Ro15-4513 è un po' meno efficace del flumazenil nel bloccare gli effetti delle benzodiazepine, ma riesce a bloccare selettivamente gli effetti dell'etanolo. Ciò significa che, contrariamente al flumazenil, che è inefficace nel trattamento delle overdose di alcol, il Ro15-4513 ha mostrato un potenziale come utile antidoto all'alcol. Si pensa che Ro15-4513 antagonizzi gli effetti dell'etanolo perché l'azidoil, che si trova nella posizione 8 dell'anello benzenico, blocca il sito di legame per l'etanolo sul sottotipo α5β3δ del recettore GABA A;  il flumazenil, che ha il fluoro in quella posizione, non blocca questo sito di legame e quindi non contrasta gli effetti dell'etanolo.
Sfortunatamente Ro15-4513 presentava diversi svantaggi che lo rendevano inadatto allo sviluppo e alla commercializzazione. Il suo emivita abbastanza breve significa che diverse dosi ripetute dovrebbero essere somministrate per un periodo prolungato, poiché se fosse stata usata una sola dose, questa, sarebbe svanita prima che l'alcol venisse metabolizzato, facendo ricadere il paziente negli effetti dovuti all'alcol.
Inoltre, Roche era preoccupata per le implicazioni legali dell'introduzione di un antidoto all'alcol, poiché Ro15-4513 blocca gli effetti dell'etanolo ma non lo rimuove dal flusso sanguigno, il che potrebbe portare a potenziali problemi, poiché gli effetti dell'alcol sarebbero solo mascherati temporaneamente. Di conseguenza, i pazienti potrebbero, ad esempio, sentirsi sobri e dimettersi dall'ospedale una volta che il farmaco ha fatto effetto, per poi ubriacarsi di nuovo una volta che si è esaurito, con la possibilità di mettere a rischio l'incolumità del paziente (es. guida in stato di ebbrezza con conseguente incidente)  che potrebbero portare a conseguenze legali per Roche.
Tuttavia, la scoperta di Ro15-4513 è stata importante per chiarire il meccanismo d'azione dell'etanolo usato come droga ricreativa, e questo composto potrebbe ora essere usato come modello per progettare un antidoto più efficace e più duraturo per l'etanolo, o in alternativa sviluppare un farmaco agonista selettivo che possa replicare gli effetti desiderati dell'alcol, ma con minori effetti collaterali.

### Uso attuale nell'imaging PET
L'etichettatura Ro15-4513 con carbonio-11 porta alla possibilità del suo utilizzo nell'imaging PET del cervello. La specificità del composto per un piccolo numero di sottotipi di recettori GABA porta alla generazione, con modelli accurati, di immagini dettagliate con strutture limbiche e corticali ben definite. Queste immagini possono essere utili per analizzare quantitativamente condizioni come la dipendenza, che sono note per essere, almeno in parte, associate al sistema GABAergico. Le immagini prodotte sono simili a quelle per il flumazenil marcato, sebbene la distribuzione vari specialmente in regioni come il lobo occipitale, il cervelletto e i gangli della base, poiché non etichetta selettivamente il sottotipo GABRA1.

## Effetti collaterali
Anche a causa dei suoi effetti antagonisti, Ro15-4513 provoca gravi effetti collaterali tra cui l'ansia, e a dosi più elevate, convulsioni, il che richiederebbe un attento controllo del dosaggio e causerebbe complicazioni nell'uso clinico. Un altro problema è che gli effetti dell'alcol non sono puramente mediati dai recettori GABA; a dosi più elevate l'alcol si lega anche a diversi altri bersagli, quindi mentre Ro15-4513 è un antidoto efficace contro livelli moderati di intossicazione da alcol, potrebbe essere inefficace nel trattamento di overdose potenzialmente letali.